# Стебаєво
Стебаєво (рос. Стебаево) — село у Липецькому районі Липецької області Російської Федерації.
Населення становить 249  осіб. Належить до муніципального утворення Стебаєвська сільрада.

## Історія
З 13 червня 1934 до 1954 року у складі Воронезької області. Відтак входить до складу Липецької області.
Згідно із законом від 2 липня 2004 року №114-оз органом місцевого самоврядування є Стебаєвська сільрада.

## Населення
| 2010 | 2012 |
| ---- | ---- |
| 179  | ↗249 |